# Trebče, Trst
Trebče (italijansko Trebiciano) so naselje v občini Trst. Nahaja se na kraški planoti, ob deželni cesti št.1, približno na pol poti med naseljema Padriče in Opčine v Italiji. Naselje leži na nadmorski višini med 330 do 348 mnm in ima 589 prebivalcev.

## Etimologija toponima (krajevnega imena)
Ime  naselja se uvršča med toponime s slovansko pripono ‑jane in izhaja iz slovanske besede »trebiti, otrebiti, iztrebiti« navadno gozd. Merkù je kot stanovniška imena na ‑jane identificiral kot krajevna imena tudi Trebiciano, slov. Trebče v o. Trst (< *Trebečane), tako kot Iamiano, slov. Jamlje v o. Doberdob (< *Jamljane), Padriciano, slov. Padriče v o. Trst (< *Padričane), (Merkù 2006: str. 92, 149, 197). . 

## Zgodovina
Prva pisna omemba naselja Trebče sega na začetek 14. stoletja (ad Trebecanum). V času med 1300 in 1700 se za kraj v listinah uporablja ime »Trebecano«, »Trebechano«, »Tribichian«, »Treybechano«, a po letu 1700 »Trebich«. V srednjeveškem fevdalnem času je bil kraj najprej last kapitlja tržaške cerkve, potem pa ga je (1363) zasedel goriški grof, nato ga kupila tržaška plemiška družina Bonomo. Okoli leta 1450 je Danijel Bonomo posest vasi dajal v najem Anreju Sivcu. 
Od začetka 18. stoletja se kot vodilna družina v kraju pojavlja družina »Kralj« iz katere je bil pogosto izbran župan. Leta 1818 je bilo v kraju 62 hiš s 332 prebivalci, leta 1846 pa že 479, leta 1884 je imelo naselje že 134 hiš in 693 prebivalcev. Leta 1868 je kraj dobil šolo in učitelja, 1871 pa so zgradili novo šolsko poslopje.
V Trebčah so se ljudje v glavnem ukvarjali z obdelovanjem njiv in z rejo živine; vendar dohodki od kmetijstva niso zadoščali, morali so si »izumiti« druge poklice, v nekaterih primerih zelo oddaljene od kmetijskega sveta, ki bi jim prinesli alternativni dohodek. Mnogi so delali na posestvu Burgstaller - Bidischini v vasi Bani, nekateri v bližnjih kamnolomih peščenjaka. V Trebčah, v središču kraja, ostajajo številna drevesa murve, kar dokazuje pridelavo sviloprejk. Od sredine 19. stoletja so ženske vsak dan hodile v mesto Trst prodajat mleko od vrat do vrat.
Trebenski vrh je znan tudi kot »Sella Marchesetti« v spomin na Carla Marchesettija (Trst 1850-1926), uglednega botanika in paleontologa, direktorja Državnega naravoslovnega muzeja in Botaničnega vrta. Na kraški planoti je bil vse do zgodnjih devetdesetih let dvajsetega stoletja vadbeni poligon za tankovsko divizijo, nastanjeno v bližnji vojašnici »Monte Cimone« v vasi Bani.

## Spomeniki in zanimivosti
- Jama Labodnica

V bližini Trebč, 1,5 km od središča naselja, so leta 1841 na dnu Trebenskega brezna odkrili 329 m globoko Jamo Labodnico, na dnu katere po prostrani 90 m visoki Lindnerjevi jami teče reka Timava. Prvič jo je leta 1841 raziskal Anton Frederick Lindner med raziskavami podzemnega toka Timave, za katerega so upali, da ga bodo lahko izkoristili za oskrbo mesta Trst z vodo.
- V Cerkvi Svetega Andreja, razširjeni leta 1864, so lepo ohranjene freske slovenskega slikarja Toneta Kralja.

## Etnična sestava prebivalstva
Po popisu prebivalstva iz leta 1911 se je 97,7 % prebivalcev v kraju Trebče opredelilo, da so Slovenci oziroma da je njihov materni jezik slovenščina.

## Kultura

### Glasba
Leta 2022 je Slovensko kulturno društvo Primorec na svojem kanalu YouTube objavilo pesem Trjǝbǝnka skupine The Authentics. Videoposnetek je bil posnet na različnih lokacijah v Trebčah, v njem pa je sodelovalo več vaščanov.